# Petite tortue
Pour les articles homonymes, voir Tortue (homonymie).
Aglais urticae · Vanesse de l'ortie
Espèce
Statut de conservation UICN

 LC  : Préoccupation mineure
La Petite tortue ou Vanesse de l'ortie, Aglais urticae, est une espèce de lépidoptères de la famille des Nymphalidae. Elle est largement répandue en Europe, et sa chenille se nourrit d'orties.

## Description de l'imago

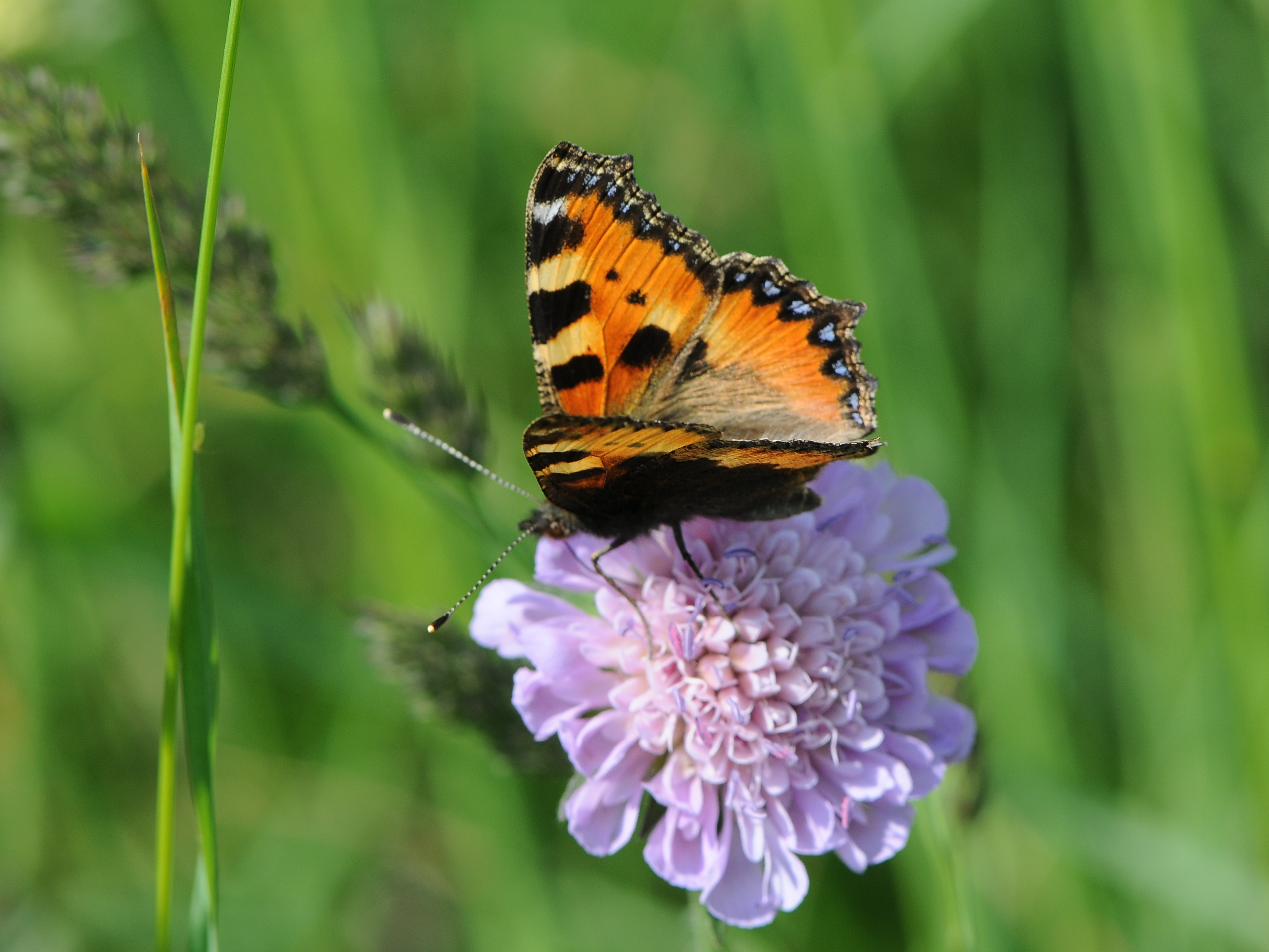
Kleiner Fuchs, Aglais urticae 002

L'imago de la Petite tortue est un papillon de taille moyenne, avec une envergure allant de 40 à 55 mm. L'ornementation alaire est semblable chez le mâle et la femelle.
Le dessus des ailes a une couleur de fond rouge-orangé.
Il est bordé d'une bande marginale noire encadrant une série de demi-cercles bleus.
L'aire basale comporte une zone brun terne.
La côte de l'aile antérieure est bordée de trois taches rectangulaires brun-noir qui alternent avec des taches plus claires, dont les deux du centre sont jaune-orangé tandis que la plus proche de l'apex est blanche.
Trois autres taches brun-noir, dont la taille et la forme varient selon le spécimen, ornent le centre de l'aile antérieure.
Le corps est brun foncé et poilu. Les yeux sont également foncés. Les antennes sont finement striées de blanc et leur extrémité est ornée d'un point blanc.
La marge des ailes comporte de petites excroissances pointues, les deux plus prononcées se trouvant près de l'apex de l'aile antérieure et au milieu du bord externe de l'aile postérieure.
Le dessous des ailes est brun terne, orné d'un motif discret qui évoque la texture d'une écorce ou de feuilles mortes, ce qui aide le papillon à rester camouflé lorsqu'il hiberne.
S'il ouvre brutalement les ailes, les couleurs vives de la face supérieure semblent contribuer à pouvoir effrayer certains prédateurs (ceci a été expérimentalement confirmé, au moins pour les oiseaux jeunes et/ou inexpérimentés).

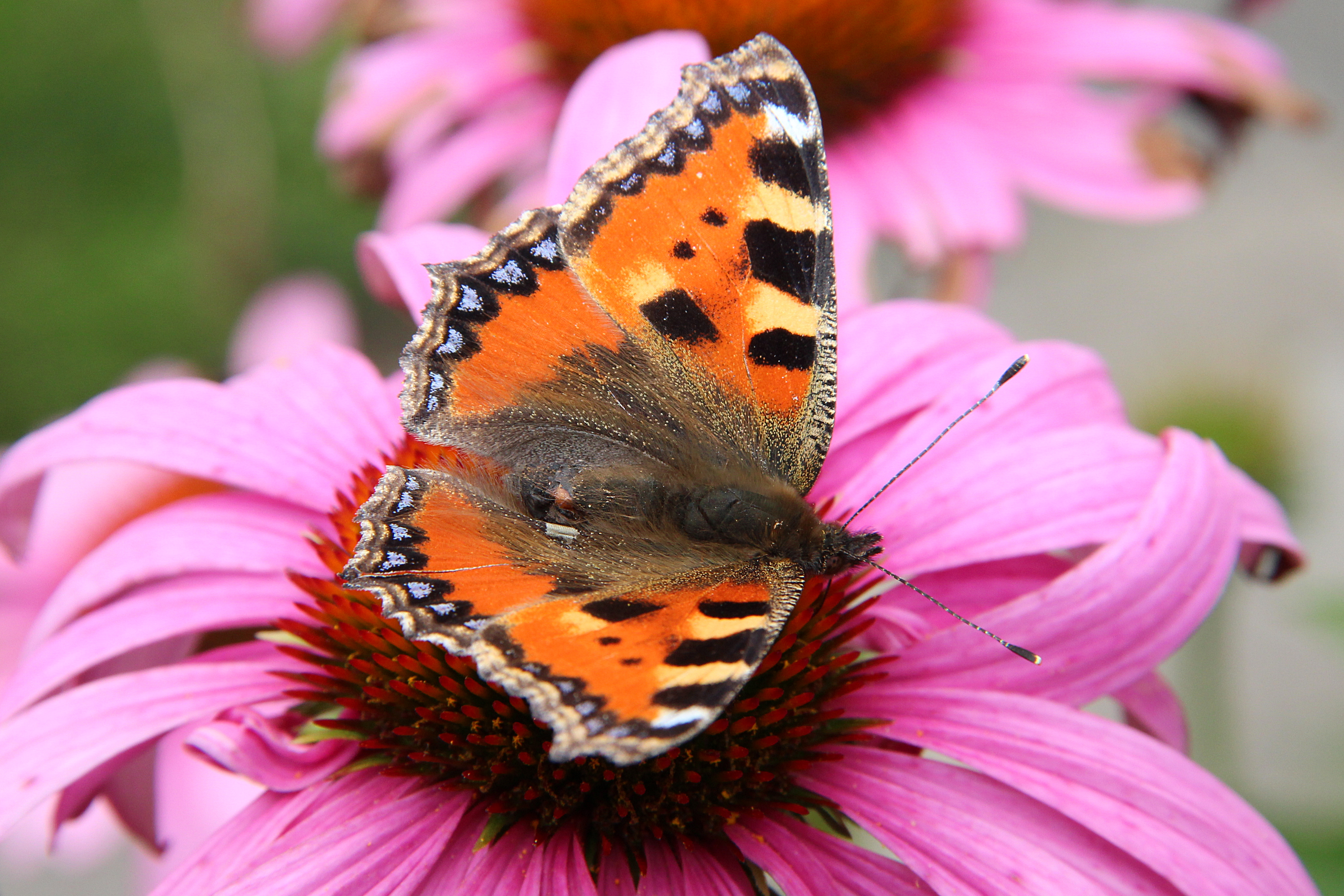
Face dorsale
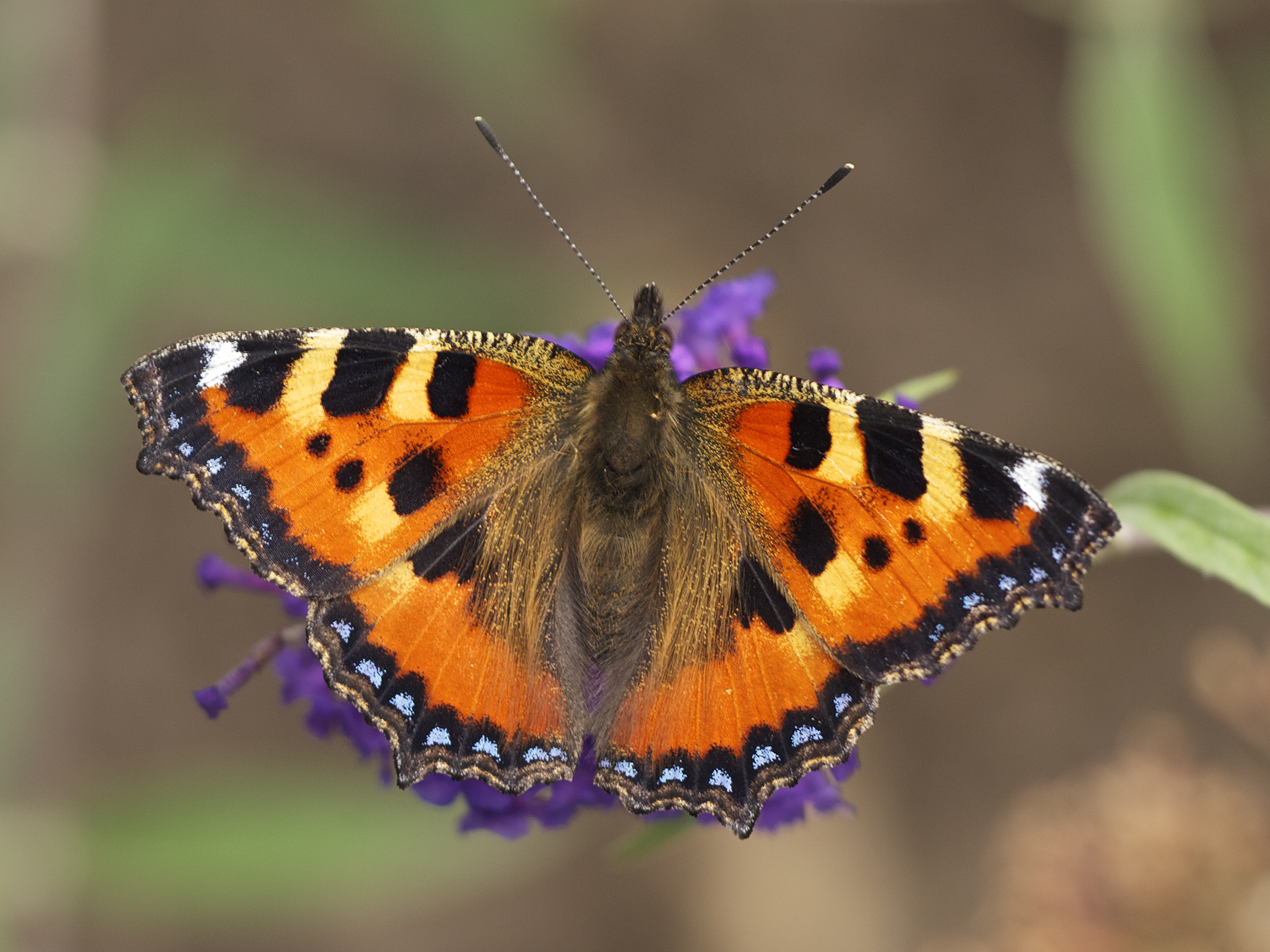
Face dorsale
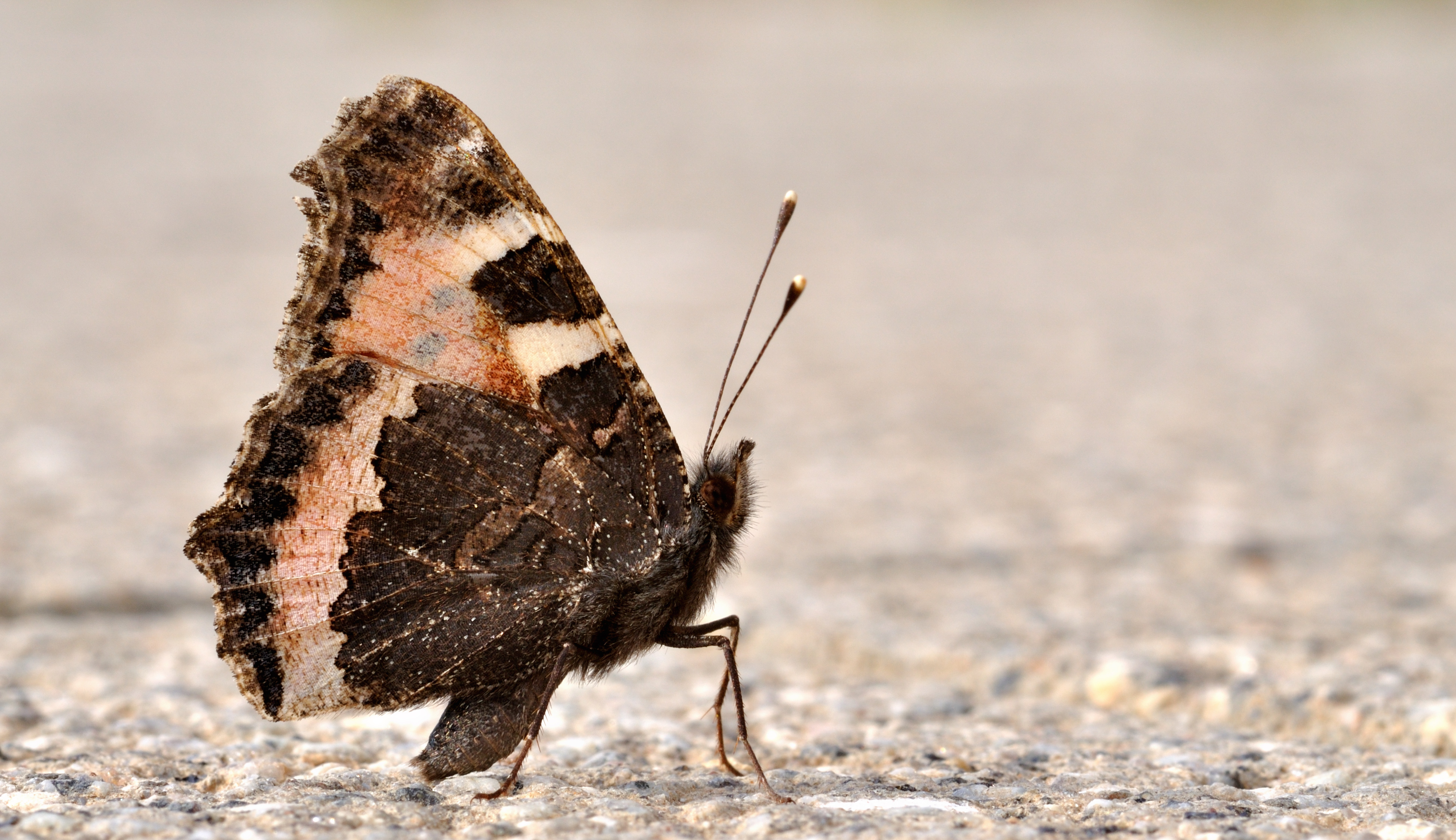
Revers
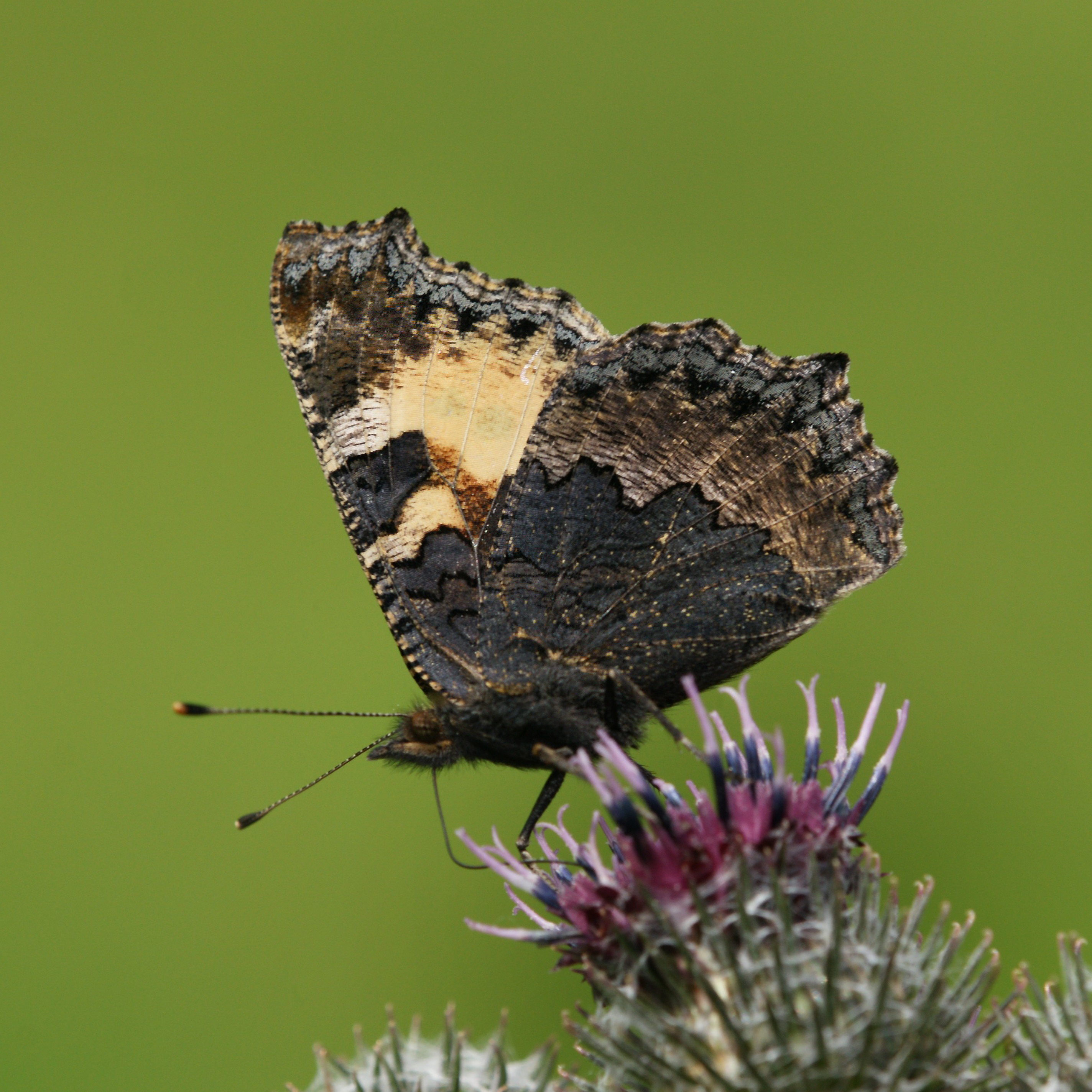
Revers

### Espèces ressemblantes
D'autres espèces peuvent être confondues avec la petite tortue :
- la Petite tortue de Corse (Aglais ichnusa), dépourvue de taches postdiscales noires sur l'aile antérieure ;
- la Grande tortue (Nymphalis polychloros), plus grande que la Petite tortue, possédant quatre taches postdiscales noires au lieu de trois, et de couleur de fond plutôt fauve alors que la Petite tortue est rougeâtre ;
- la Tortue à pattes jaunes (Nymphalis xanthomelas), très ressemblante à la Grande tortue.

## Biologie

### Phénologie et hivernation
La Petite tortue produit une, deux ou trois générations annuelles en fonction des régions, et comme certaines autres Vanesses, elle a la particularité d'hiverner au stade d'imago.
L'espèce est univoltine dans les régions froides de l'Europe et en altitude, et bi- ou trivoltine dans les régions plus chaudes (au sud de la Loire en France[réf. souhaitée]).
Les imagos de première génération émergent en mai-juin, et la période de vol se termine entre août et octobre en fonction de la localité et du nombre de générations.
Ensuite, les imagos de dernière génération passent l'hiver dans les anfractuosités d'arbres morts, dans les rochers, voire souvent dans les granges et les habitations. Une partie de ces hivernants sont mangés par les araignées. Les survivants se réveillent et réapparaissent vers mars-avril pour se reproduire.

### Premiers stades
Les chenilles de la première génération éclosent au mois de mai, environ dix jours après la ponte déposée par la femelle au revers des feuilles d'orties en mars-avril. Le cas échéant, les chenilles de seconde génération naissent en juillet-août.
Les jeunes chenilles sont presque noires, et leur corps est orné d'excroissances ramifiées (scoli) qui évoquent des épines.
À ce stade, elles se rassemblent instinctivement en un groupe dense et elles tissent une toile lâche faite de fils de soie qui les protège.
Après environ un mois, les chenilles ont pris une couleur dominante plus claire (lignes noires sur fond constitué de 4 bandes jaune verdâtre longitudinales discontinues : deux sur le dos, et une sur chaque flanc). Elles entament un cycle de vie solitaire, dévorant des feuilles d'orties jusqu'à atteindre 22 millimètres de longueur[réf. souhaitée].

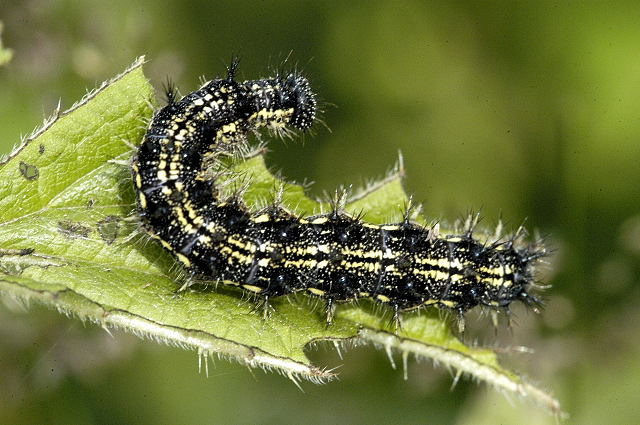
Chenille
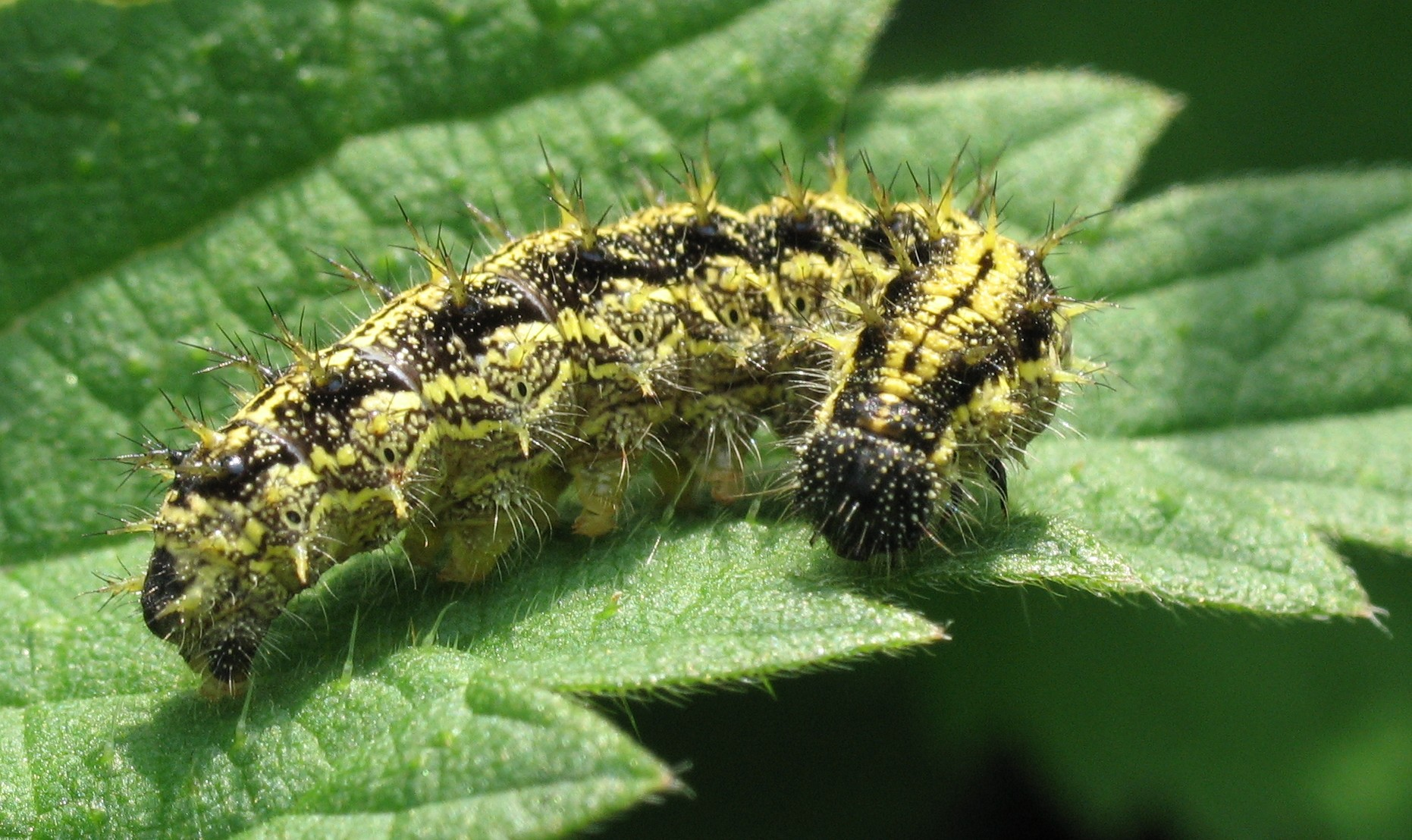
Chenille âgée (solitaire)
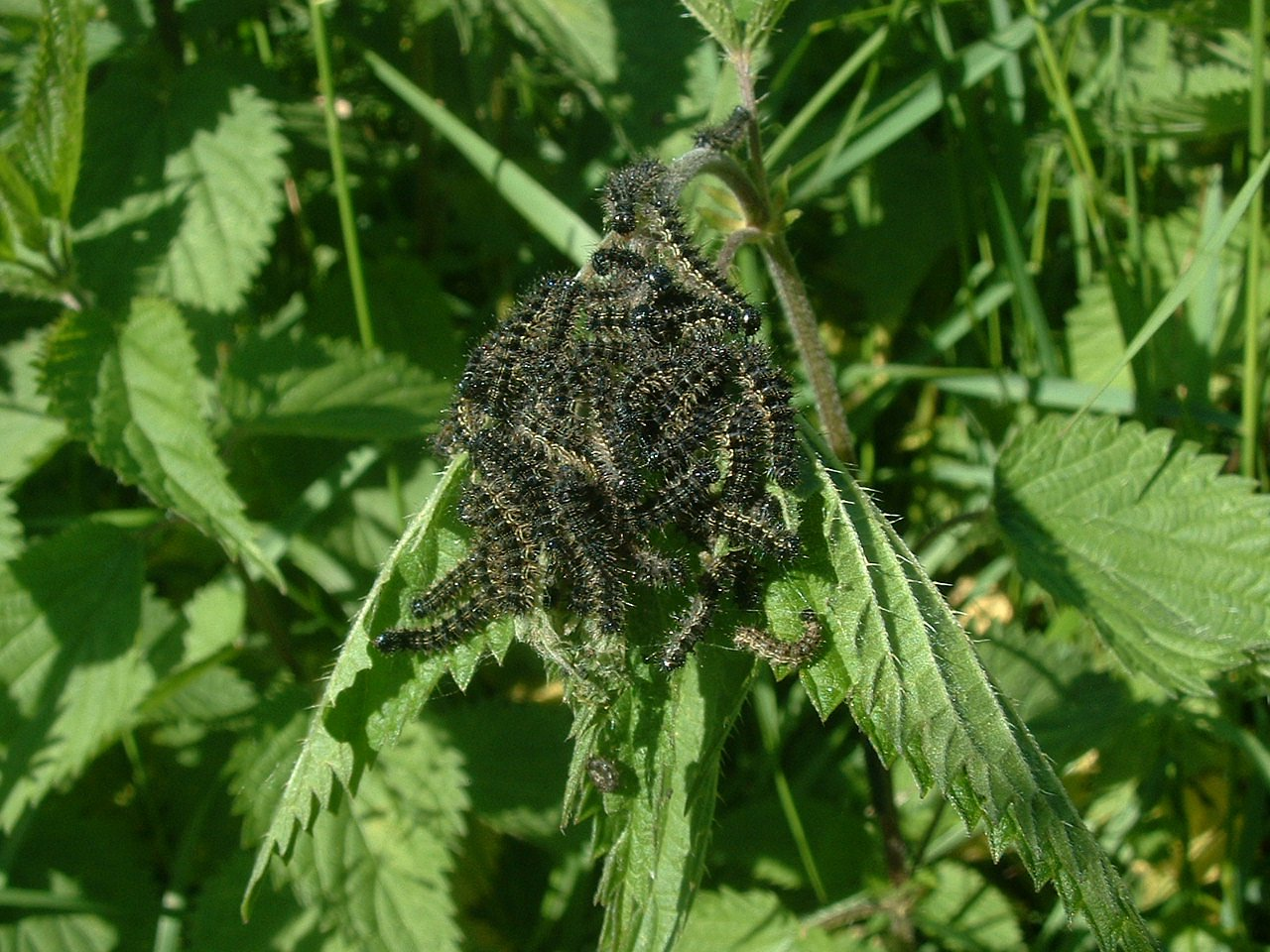
Les jeunes chenilles vivent en groupe
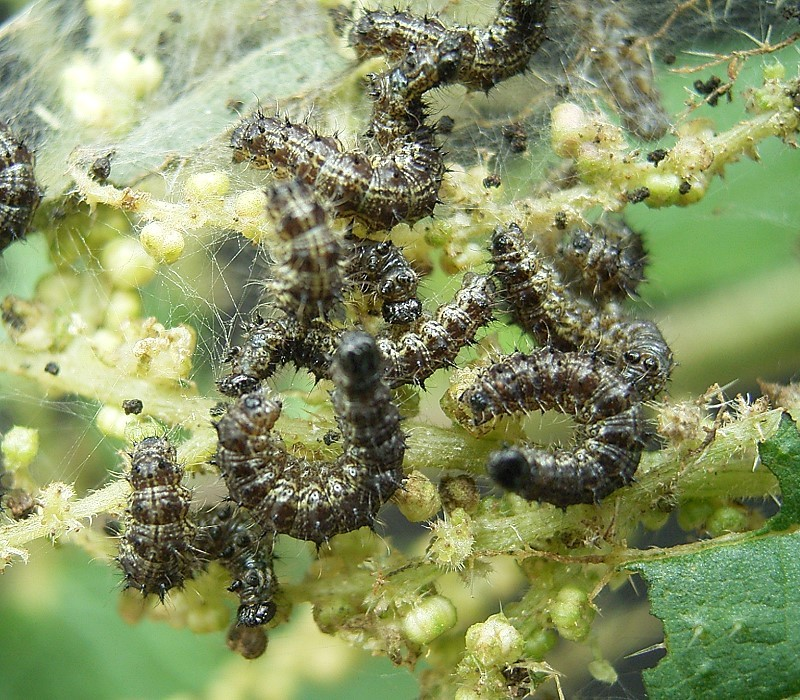
Le groupe se protège en tissant des fils de soie

La chrysalide est d'abord verdâtre, puis dorée et enfin brune.

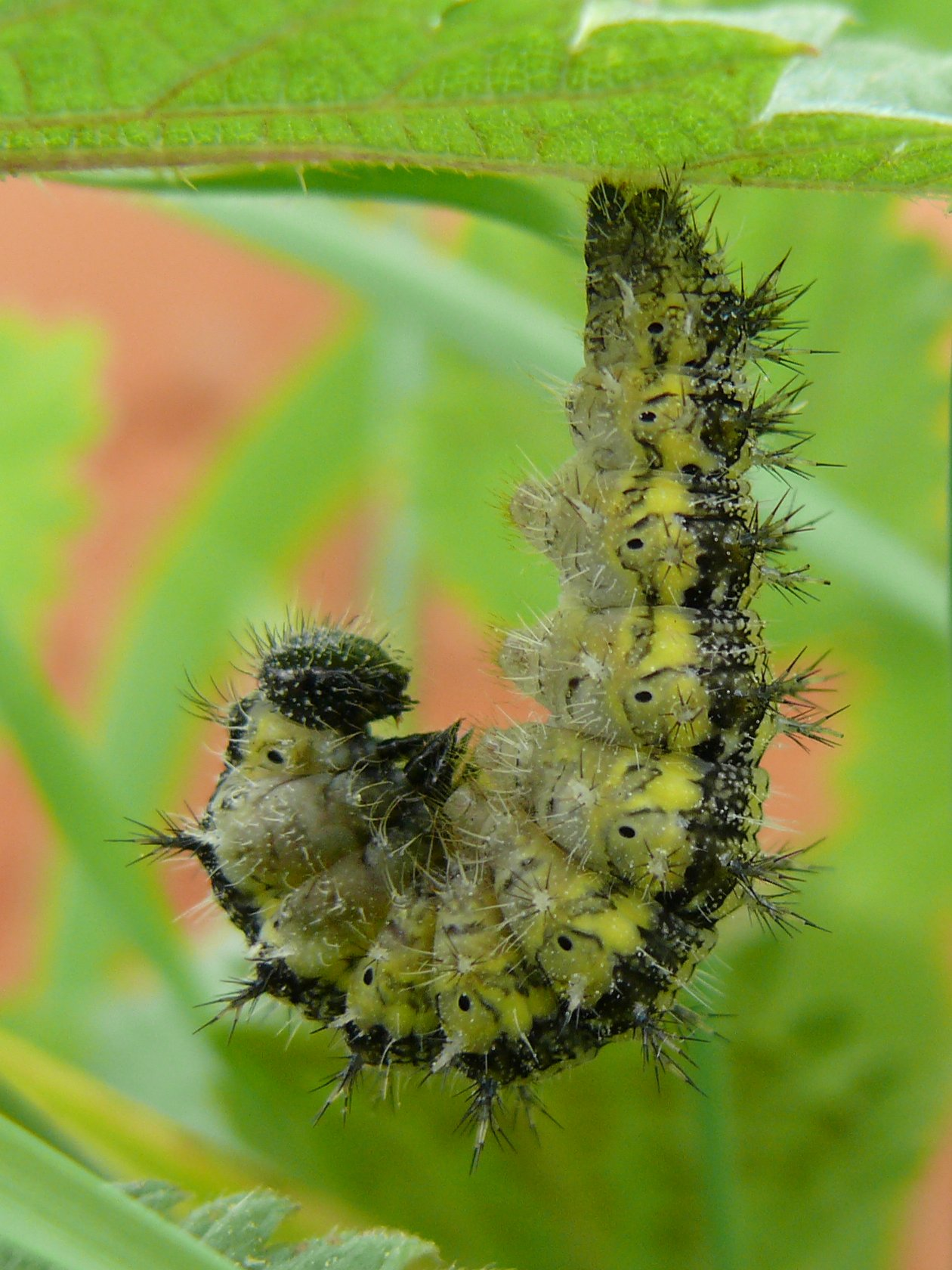
Chenille prête à se nymphoser.
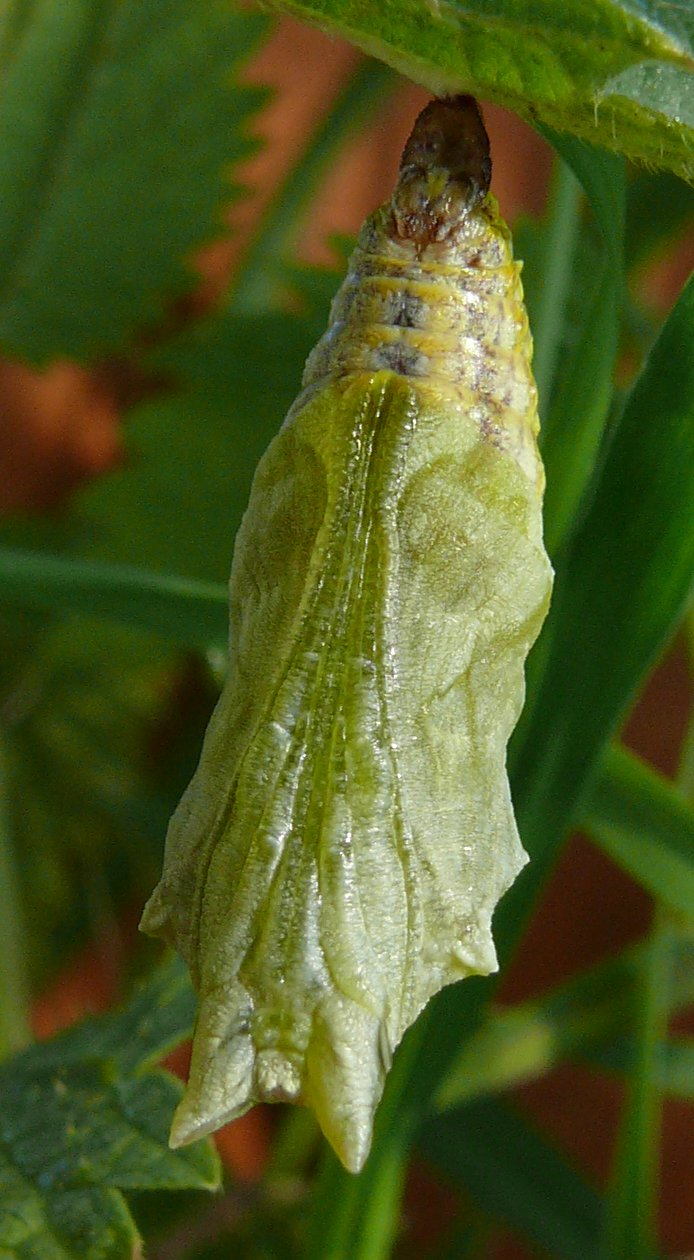
Chrysalide.
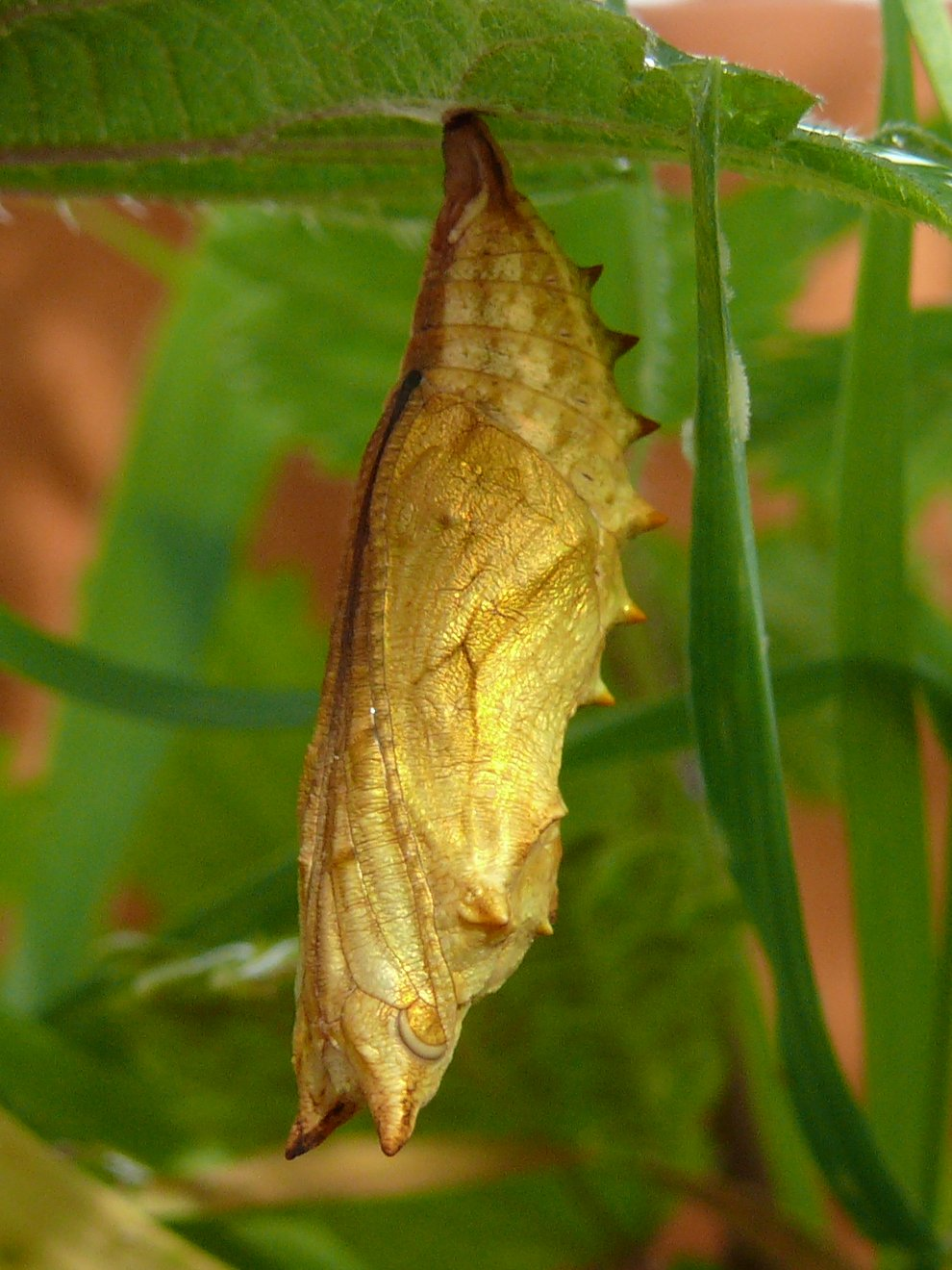
Chrysalide, vue de profil.
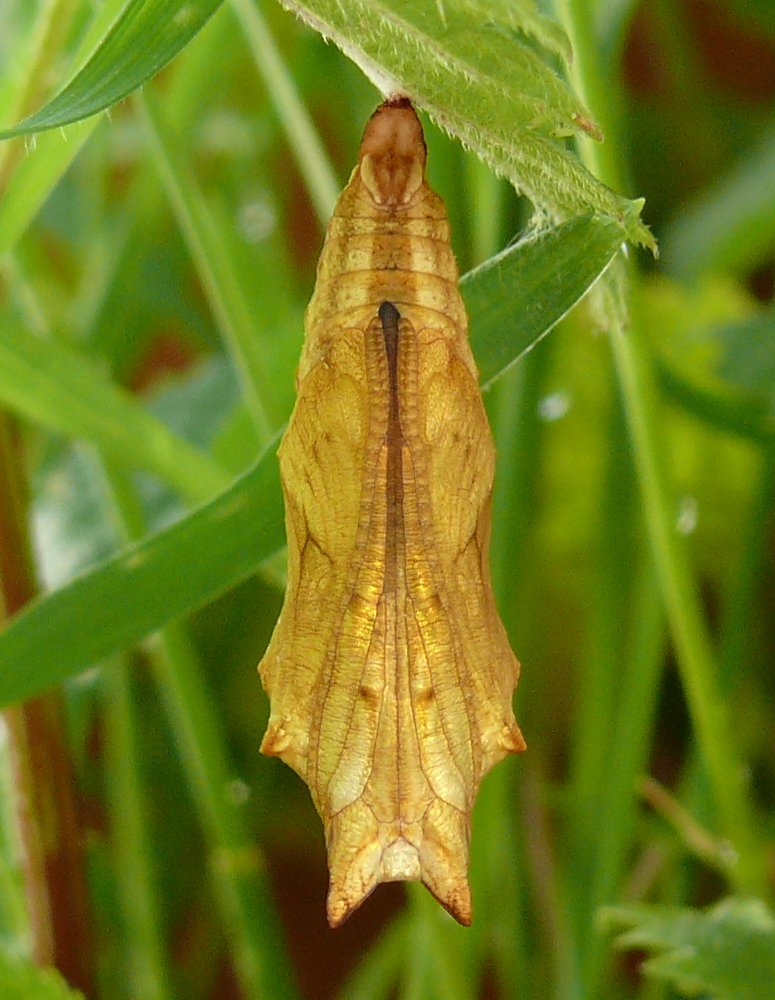
Chrysalide, vue de face.
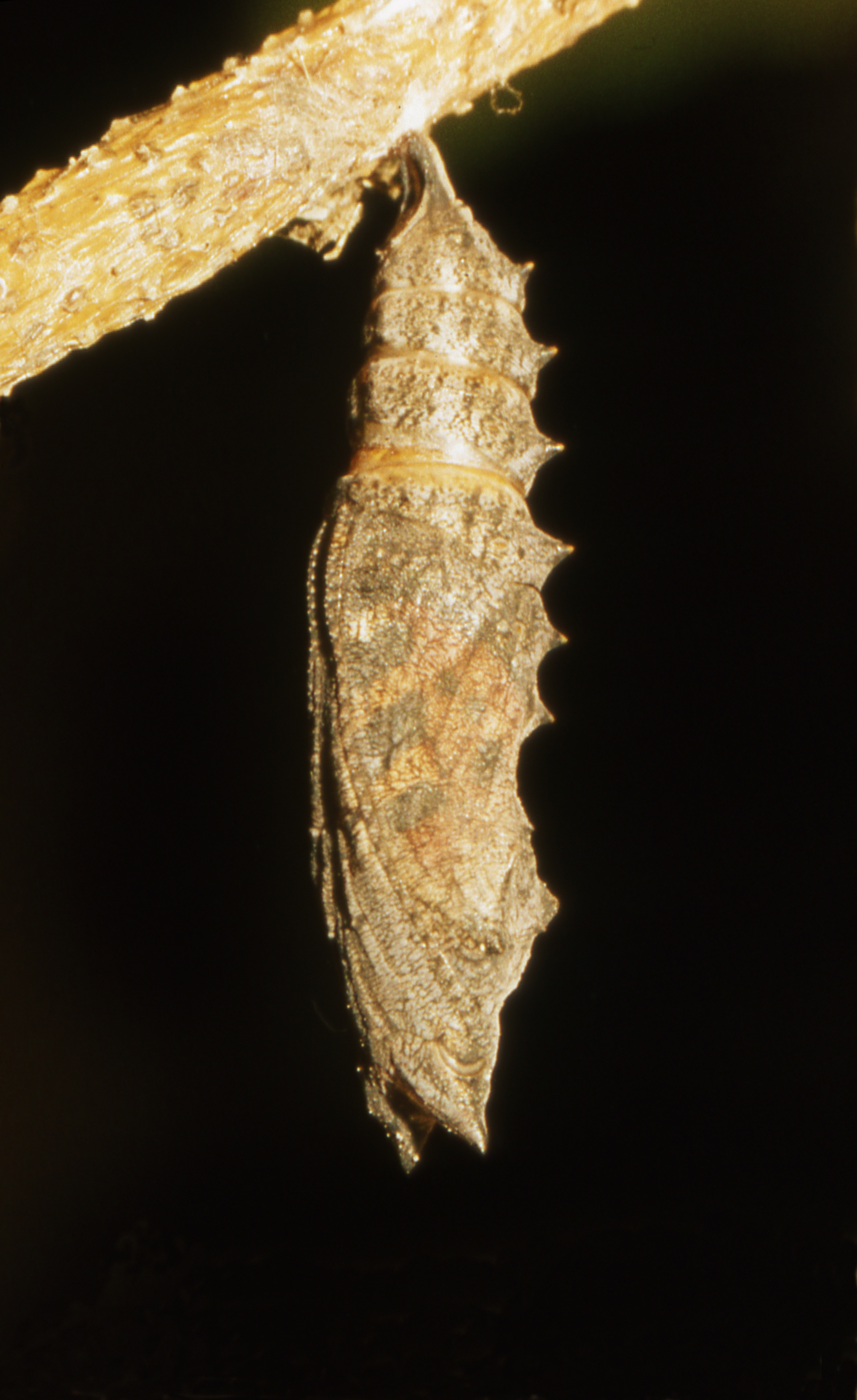
Chrysalide, peu avant l'émergence de l'imago.

### Plantes hôtes
La chenille se nourrit d'orties, principalement de la grande ortie (Urtica dioica), et aussi de feuilles d'arbres.

### Parasitisme
Certaines parasitoses pourraient être une cause de sa régression.

## Écologie et distribution

### Répartition
L'aire de répartition de la Petite tortue couvre toute l'Europe et l'Asie tempérées. Elle est notamment présente dans tous les départements de France métropolitaine continentale (en Corse, elle est remplacée par l'endémique cyrno-sarde Aglais ichnusa).
Quelques spécimens ont été observés à New York, où ils ont probablement été introduits par l'homme (volontairement ou non).

### Biotopes
La Petite tortue se rencontre dans toutes sortes de milieux ouverts naturels et semi-naturels : prairies, friches, jardin et parcs urbains, etc. En zone rurale, elle peut être particulièrement commune près des habitations et des pâtures où le sol azoté favorise la croissance des orties.
Elle est présente du niveau de la mer jusqu'à plus de 3 000 m d'altitude.

### Régression en Europe de l'Ouest
Autrefois parmi les papillons les plus communs dans toute l'Europe, la Petite tortue a connu un fort et rapide déclin dans les années 2000, au moins en Europe de l'Ouest. Les raisons de cette régression sont mal comprises. Elle ne peut pas être expliquée par un recul de sa plante-hôte, car l'ortie est au contraire très présente et profite même de l'eutrophisation générale de l'environnement. La chrysalide est parfois mangée par des guêpes, mais ces dernières sont aussi en forte régression. D'autres phénomènes encore mal compris (dégradation de l'environnement, pollution de l'air, pluies contaminées par les pesticides) auraient pu entraîner une forte déplétion immunitaire chez les individus de cette espèce. Des preuves scientifiques montrent que la sécheresse estivale est une cause de régression des populations, car les larves se développent normalement sur les feuilles gorgées d'une sève riche en nitrate, mais les Petites tortues ont été encore plus rares les étés humides de 2007 et 2008. Avant l'an 2000, selon les données issues d'un programme anglais de surveillance des papillons, il y a une bonne corrélation entre le succès reproductif, l'abondance des populations de cette espèce et le stress hydrique de la plante hôte ; de 1976 à 1995, la reproduction a eu plus de succès les étés qui ont été frais et humides en début d'été que quand il a fait chaud et sec. Ce papillon pourrait donc aussi être sensible au réchauffement climatique.

## Systématique
L'espèce Aglais urticae a été décrite par le naturaliste suédois Carl von Linné en 1758, sous le nom initial de Papilio urticae. L'épithète spécifique urticae fait référence à la principale plante hôte larvaire de cette espèce : Urtica dioica, la grande ortie.

### Classification
Comme tous les rhopalocères, l'espèce Aglais urticae appartient au clade des Ditrysia, qui regroupe des papillons dont les femelles possèdent un organe sexuel d'accouplement différent de celui qui est utilisé pour la ponte.
Au sein de la famille des Nymphalidae, elle est placée dans la sous-famille des Nymphalinae et la tribu des Nymphalini. Elle est donc étroitement apparentée à la Grande tortue, mais aussi à des espèces d'apparences assez différentes comme le Robert-le-Diable, le Paon du jour et le Morio.

### Sous-espèces

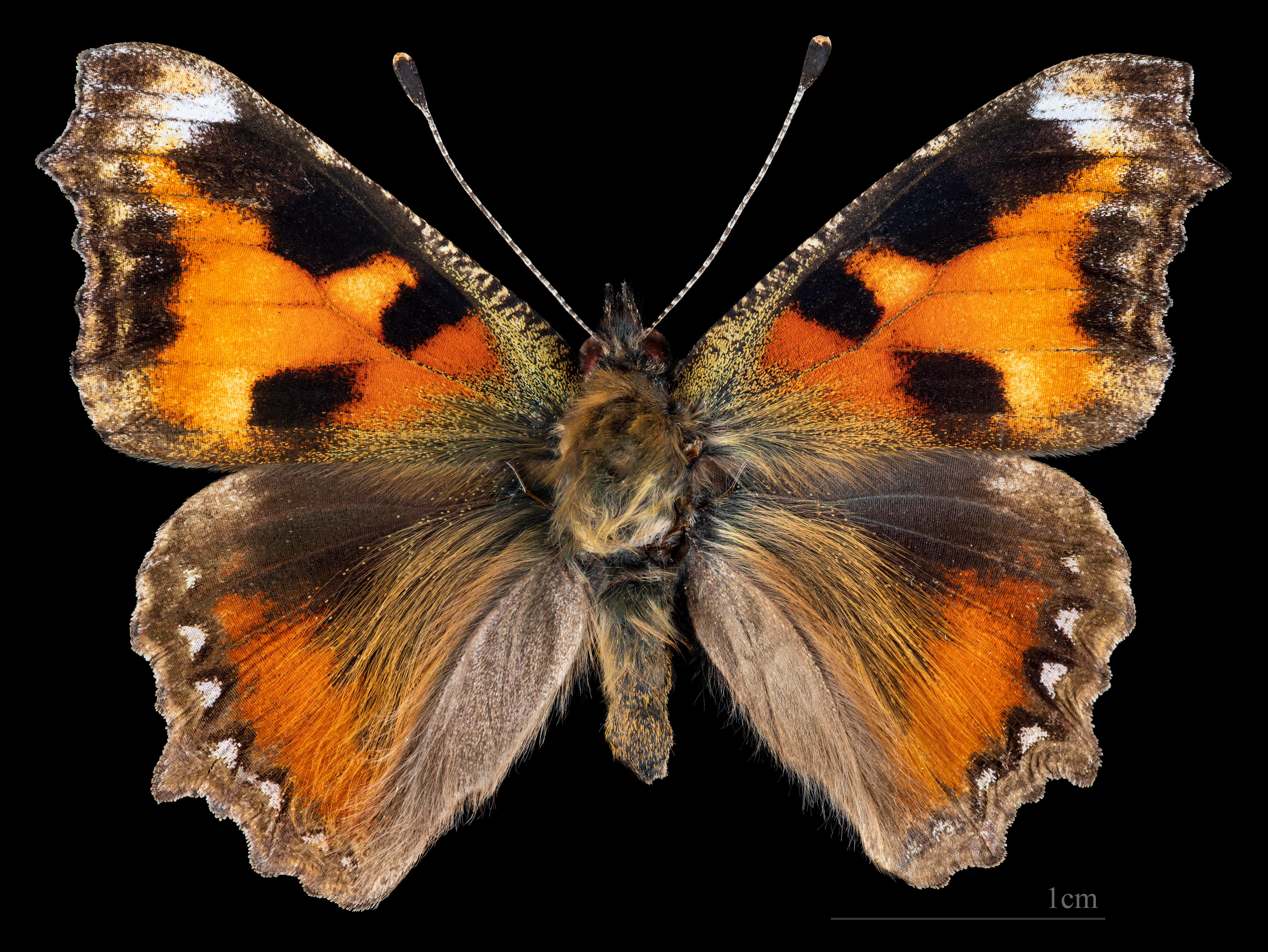
Aglais urticae, Aberration ex larva MHNT

Plusieurs sous-espèces ont été décrites :
- Aglais urticae urticae (Linnaeus, 1758)
- Aglais urticae polaris (Staudinger, 1871)
- Aglais urticae turcica (Staudinger, 1871)
- Aglais urticae baicalensis (Kleinschmidt, 1929)
- Aglais urticae eximia (Sheljuzhko, 1919)
- Aglais urticae stoetzneri (Kleinschmidt, 1929)
- Aglais urticae kansuensis (Kleinschmidt, 1940)
- Aglais urticae chinensis Leech, 1893
- Aglais urticae connexa (Butler, [1882])

La Petite tortue de Corse, Aglais ichnusa, est parfois aussi traitée comme une sous-espèce d’A. urticae. Elle remplace cette dernière en Corse et en Sardaigne.

## Noms vernaculaires
- En français : la Petite tortue, la Vanesse de l'ortie[11].
- En anglais : Small Tortoiseshell.
- En allemand : Kleiner Fuchs.
- En italien : vanessa dell'ortica.
- En russe : Крапивница.
- En polonais : Rusałka pokrzywnik.

## La Petite tortue et l'Homme
La Petite tortue fréquente souvent des milieux proches des activités humaines : elle a tendance à butiner dans les jardins et à hiverner dans les bâtiments.
Ajouté à son aspect coloré et bien reconnaissable, cela fait d'elle un des rhopalocères les plus connus du grand public.

### Statut et protection
La Petite tortue ne possède pas de statut de protection particulier en France.
En Belgique, malgré une forte régression, elle n'est pas considérée comme menacée.